# 导管内乳头状黏液性肿瘤
导管内乳头状黏液性肿瘤（intraductal papillary mucinous neoplasm， IPMN）是一种在导管内生长，以黏液高分泌性为特征的乳头状肿瘤，属于癌前病变，易恶变。多数发生于主胰管或其主要分支（IPMN-P），少数源于胆管上皮（IPMN-B）。
胰腺的IPMN会产生黏液，这种黏液会形成胰腺囊肿。虽然IPMN是一种良性肿瘤，但IPMN有可能发展为胰腺癌。因此，IPMN被视为一种癌前状態，處置或者追蹤可以依循福岡指引。